# Expulsión de los moriscos

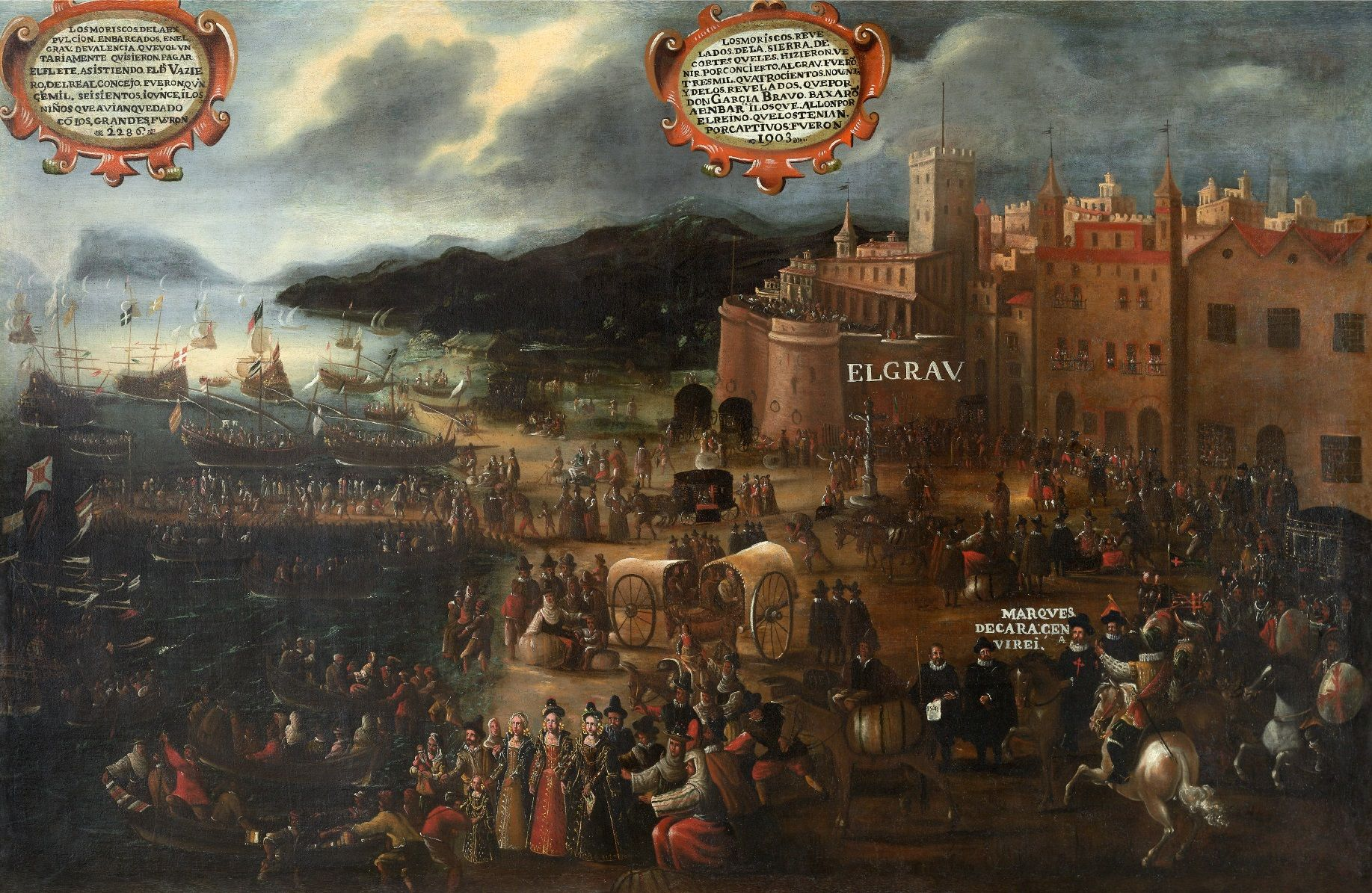
Embarque de moriscos en el Grao de Valencia, pintado en 1613 por Pedro Oromig.

La expulsión de los moriscos de España fue ordenada por el rey Felipe III y llevada a cabo de forma escalonada entre 1609 y 1613. Los primeros moriscos expulsados fueron los del Reino de Valencia (el decreto se hizo público el 22 de septiembre de 1609), a los que siguieron los de Andalucía (10 de enero de 1610), Extremadura y las dos Castillas (10 de julio de 1610), en la Corona de Castilla, y los de la Corona de Aragón (29 de mayo de 1610). Los últimos expulsados fueron los del Reino de Murcia, primero los de origen granadino (8 de octubre de 1610), y más tarde los del valle de Ricote y el resto de moriscos antiguos (octubre de 1613). Tras la promulgación de los decretos de expulsión, se celebró el 25 de marzo de 1611 en Madrid una procesión de acción de gracias «a la que asistió S. M. vestido de blanco, muy galán», según relató un cronista. En total fueron expulsadas unas 350 000 personas, la mayoría de ellas de los reinos de Valencia y de Aragón que fueron los más afectados, ya que perdieron un tercio y un sexto de su población, respectivamente.

## Antecedentes
La población morisca consistía en unas 325 000 personas en un país de unos 8,5 millones de habitantes. Estaban concentrados en los reinos de Aragón, en el que constituían un 20 % de la población, y de Valencia, donde representaban un 33 % del total de habitantes, mientras que en la corona de Castilla estaban más dispersos, llegando en algunos casos, aunque excepcionales, a concentrarse en torno al 50 % de la población, como en Villarrubia de los Ojos, según investigó Trevor J. Dadson; en este ejemplo concreto, el ejercicio efectivo de la desobediencia civil impidió su desarraigo. A esto hay que añadir el incremento de la población morisca, especialmente en el reino de Valencia, donde había aumentado de 19 800 a 30 000 familias en solo 30 años, lo que inquietó tanto a las autoridades, que decidieron suspender el censo para no asustarse con la progresión que iba siempre presentando. Sin embargo, el hispanista holandés Govert Westerveld afirma haber demostrado mediante árboles genealógicos que el crecimiento de la población morisca no era bastante superior al de la cristiana vieja, como se creía. Las tierras ricas y los centros urbanos de esos reinos eran mayormente cristianos viejos, mientras que los moriscos ocupaban la mayor parte de las tierras pobres y se concentraban en los suburbios de las ciudades, dedicados a las únicas tareas que las leyes les dejaban practicar: la albañilería, la agricultura, la medicina y algunas ramas de la artesanía, ya que los gremios cristianos fueron estrictamente excluidores de los moriscos.
En Castilla la situación era muy distinta: de una población de seis millones de personas, entre los moriscos sumaban unos 100 000 habitantes. Debido a este porcentaje mucho menor de población morisca, posiblemente el resentimiento por parte de los cristianos viejos hacia los moriscos fuera menor que en la corona de Aragón.
Un gran número de eclesiásticos apoyaba la opción de dar tiempo, una opción en parte apoyada por Roma, pues consideraban que una total conversión requería de una prolongada asimilación en las creencias y sociedad cristianas. La nobleza aragonesa y valenciana era partidaria de dejar las cosas como estaban, pues estos eran los grupos que más se beneficiaban de la mano de obra morisca en sus tierras. El campesinado, sin embargo, los veía con resentimiento y los consideraba rivales.

## Causas

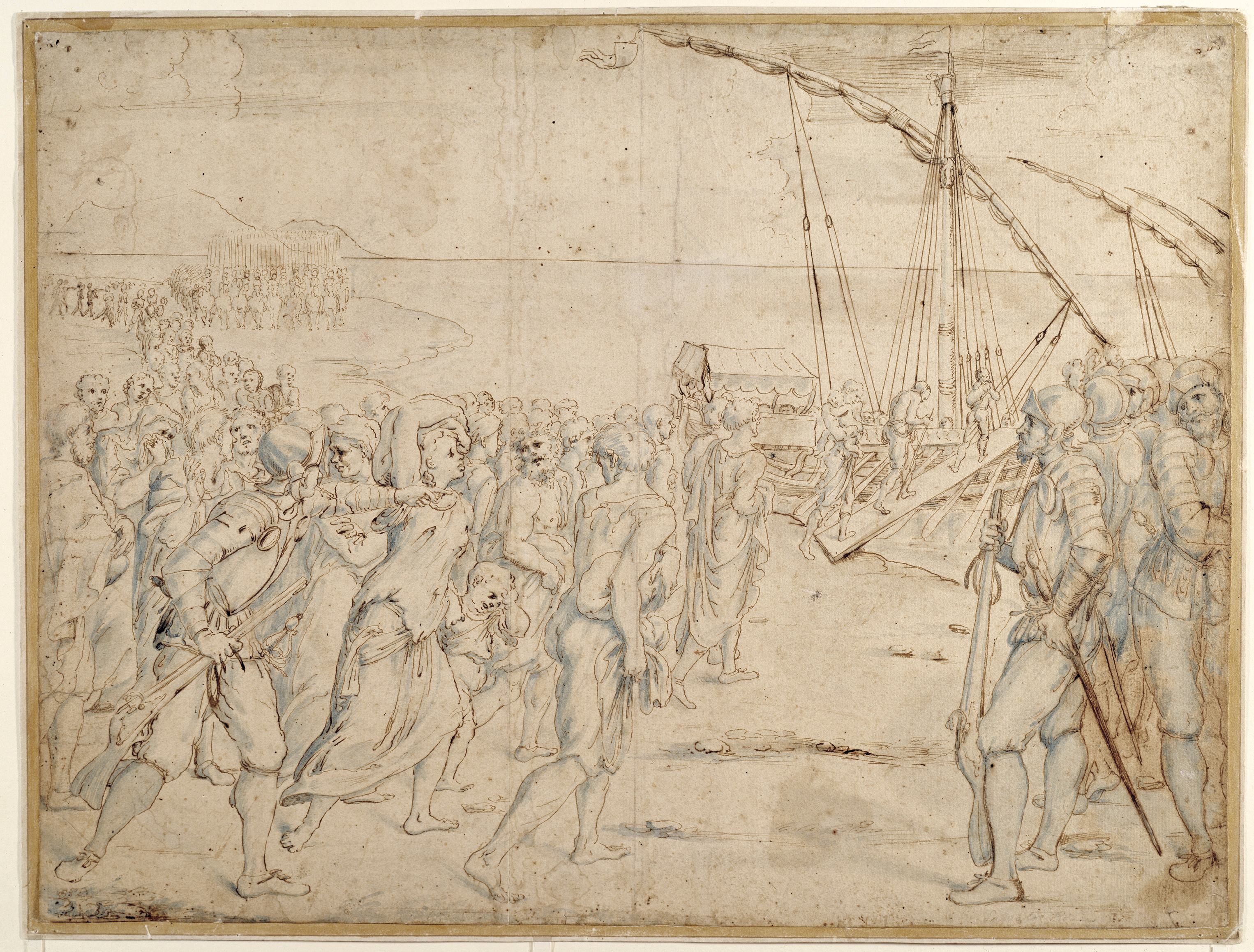
La Expulsión de los Moriscos, dibujo de Vicente Carducho. (Gabinete de Dibujos, Estampas y Fotografías del Museo del Prado, Madrid).

Como han destacado Antonio Domínguez Ortiz y Bernard Vincent, la expulsión de los moriscos es un problema histórico «intrincado por la multiplicidad de factores y porque, a pesar de que poseemos abundante documentación de primera mano, las razones que inclinaron finalmente a la Corona hacia la solución más drástica no están bien aclaradas, ni acaso lo estén nunca».
Entre las causas que se han aportado para explicar la expulsión figuran las siguientes:
- La mayoría de la población morisca, tras más de un siglo de su conversión forzada al cristianismo, continuaba siendo un grupo social aparte, a pesar de que, excepto en Valencia, la mayoría de las comunidades habían perdido el uso de la lengua árabe en favor de las lenguas romances,[5] y de que su conocimiento del dogma y los ritos del islam, religión que practicaban en secreto, era en general muy pobre.
- Tras la rebelión de las Alpujarras (1568-1571), protagonizada por moriscos granadinos, los menos aculturados, fue tomando cada vez mayor peso la opinión de que esta minoría religiosa constituía un verdadero problema político que podía poner en riesgo la continuidad de la Monarquía Hispánica. Esta opinión se veía reforzada por las numerosas incursiones de piratas berberiscos, que en ocasiones eran facilitadas o festejadas por la población morisca y que asolaban continuamente toda la costa mediterránea. Los moriscos empezaron a ser considerados una quinta columna, y unos potenciales aliados de turcos y franceses.
- El temor de una posible colaboración entre la población morisca y el Imperio turco otomano en contra de la España cristiana. Cabe destacar que los turcos suponían la mayor amenaza para los intereses de la Corona Española; de ahí que una alianza entre moriscos y turcos, los primeros presionando desde la propia España y los últimos desde el Mediterráneo, podría haber resultado fatal.
- El comienzo de una etapa de recesión en 1604 derivada de una disminución en la llegada de recursos de América. La reducción de los estándares de vida pudo llevar a la población cristiana a acentuar su resentimiento respecto de los moriscos.
- Una radicalización en el pensamiento de muchos gobernantes tras el fracaso por acabar con el protestantismo en los Países Bajos.
- El intento de acabar con la idea que corría por Europa sobre la discutible cristiandad de España a causa de la permanencia de los moriscos. Con esta decisión se acababa con el proceso homogeneizador que había comenzado con la expulsión de los judíos y ratificaba la cristiandad de los reinos de España. Aunque esta no era la opinión popular, que solo la veía con cierto resentimiento por competencia de recursos y trabajo. De hecho, Domínguez Ortiz y Bernard Vincent, afirman que «hay que descartar que el motivo fundamental [de la expulsión] fuera la presión de la opinión pública. Es verdad que en conjunto esta no les era favorable; pero peticiones masivas en pro de la expulsión no se encuentran ni en las Cortes ni en la literatura de la época; solo se pide que se ponga coto a ciertos desmanes, que se reprima el bandolerismo, que se les impida el acceso a ciertas profesiones... Las peticiones en pro de su expulsión solo partieron de contados individuos».[6] Las opiniones acerca de la política a seguir respecto de los moriscos se encontraban muy divididas entre los que consideraban que se debía dar tiempo a su cristianización y los que proponían medidas extremas, como la expulsión.

El humanista Antonio de Nebrija, por su parte, percibía en su De bello Granatensi que los moriscos se habían aislado aún más tras la caída de Granada al ver el hundimiento de toda una forma de vida: «Se entregaron a sí mismos y a todas sus cosas, tan sagradas para ellos como profanas para nosotros».

### Precedentes inmediatos de la expulsión

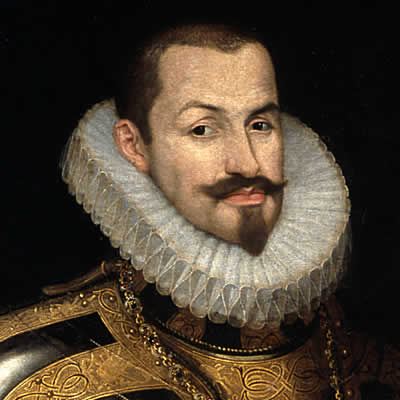
Francisco Gómez de Sandoval, marqués de Denia y duque de Lerma, valido de Felipe III de España.

Felipe III, al poco tiempo de acceder al trono en 1598 tras la muerte de su padre Felipe II, realizó un viaje al Reino de Valencia acompañado de su valido Francisco Gómez de Sandoval, marqués de Denia y duque de Lerma, gran señor de moriscos y portavoz de la nobleza valenciana opuesta a la expulsión. Cuando se marchó de allí en mayo de 1599 el rey escribió una carta al arzobispo de Valencia y patriarca de Antioquía, Juan de Ribera —un firme partidario de la expulsión— en la que le daba instrucciones precisas para la evangelización de los moriscos mediante la predicación y la difusión de un catecismo que había escrito su antecesor en el arzobispado. Estas instrucciones fueron acompañadas de un edicto de gracia expedido por el inquisidor general.
Pero la evangelización se realizó con excesivo celo inquisidor ya que los predicadores que envió el patriarca Ribera a las poblaciones moriscas mezclaron las exhortaciones para que se convirtieran con las amenazas y además redujo unilateralmente el plazo del edicto de gracia de dos años a uno, lo que le fue recriminado por el Consejo de Estado que aconsejó moderación pues «no convenía decir a los moriscos antes de tiempo su perdición» –como afirmó la junta de Madrid que se ocupaba del tema- y que ordenó que fueran recogidos los edictos amenazadores de Ribera que habían causado inquietud entre los moriscos.
Por otro lado, en la corte había un sector partidario de las medidas extremas debido a las relaciones que mantenían los moriscos con el rey de Francia, por lo que enfocaban el «problema morisco» desde una perspectiva exclusivamente político-militar —en una reunión del Consejo de Estado de 1599 se llegó a proponer que los varones moriscos fueran enviados a servir como galeotes en la Armada Real y sus haciendas confiscadas, y que las mujeres y los ancianos fuesen remitidos al norte de África, mientras que los niños quedarían en seminarios para ser educados en la fe católica—.

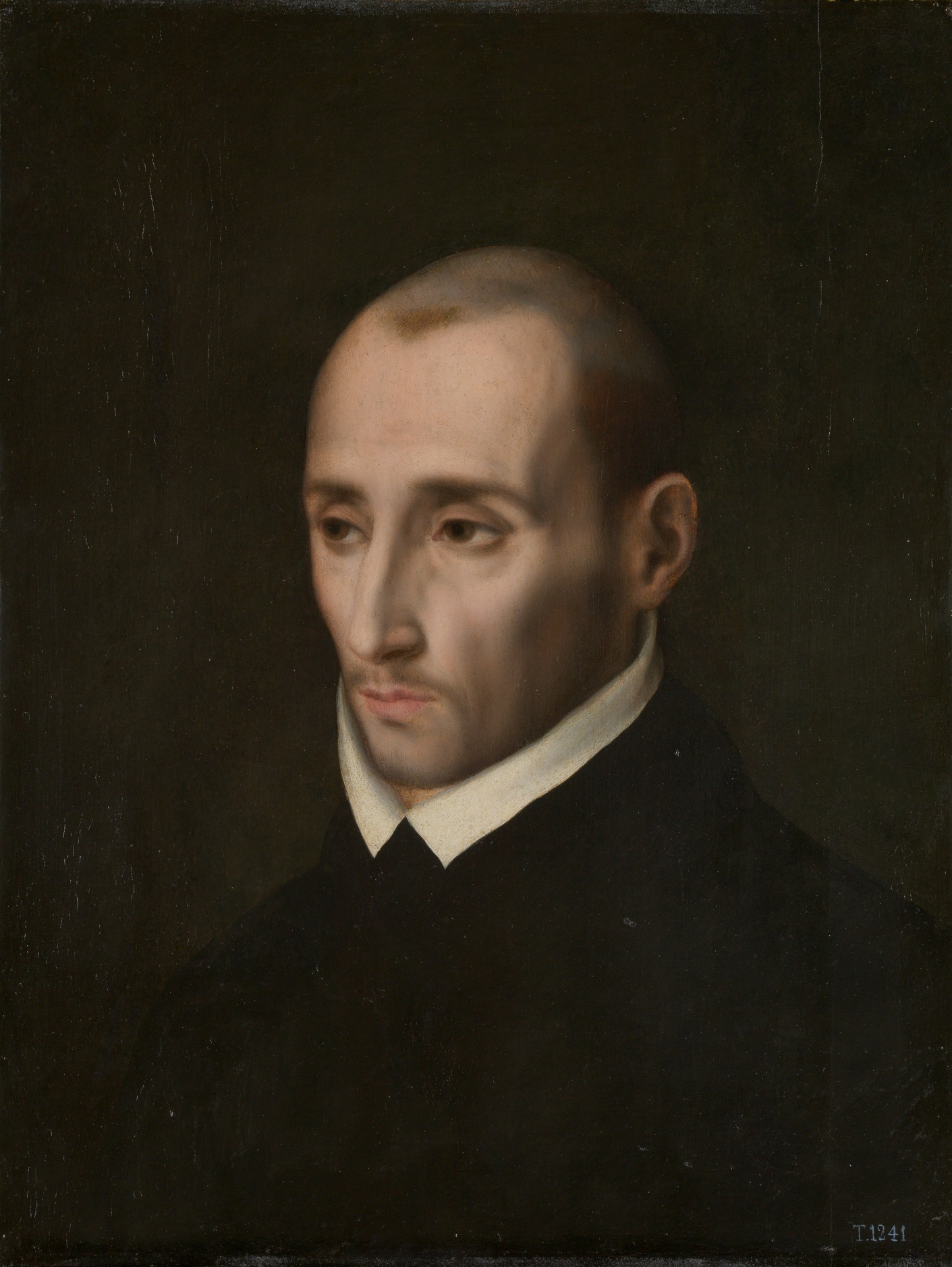
Juan de Ribera, arzobispo de Valencia.

Uno de los clérigos que más batallaron a favor de la expulsión fue el dominico Jaime Bleda, autor de la Defensio fidei in causa neophytorum... (Valencia, 1610) y de la Corónica de los moros de España (Valencia, 1618) y que fue nombrado por el arzobispo de Valencia Ribera párroco de la localidad morisca de Corbera. Otros clérigos fueron mucho más lejos, como el obispo de Segorbe Martín de Salvatierra, que proponía deportar a los moriscos a Terranova y castrarlos, o el prior de Calatrava que abogaba por embarcarlos en navíos barrenados y sin aparejos.
Por su parte el arzobispo Ribera envió dos memoriales al rey en los que insistía también en la expulsión. En el primero, fechado a finales de 1601, afirmaba que si no se expulsaba a los moriscos «he de ver en mis días la pérdida de España». En el segundo, de enero de 1602, los calificaba de «herejes pertinaces y traidores a la Corona Real», pero en él hacía una «tan curiosa como absurda» distinción entre los moriscos de señorío, que era el caso de la inmensa mayoría de los moriscos valencianos y aragoneses, y los de realengo, la mayoría de los castellanos, que estaban sueltos, por lo que solo pedía la expulsión de estos últimos –conservando el rey los que quisiera para el servicio de las galeras o para trabajar en las minas de Almadén, lo cual podría hacer «sin escrúpulo alguno de conciencia»-, ya que los primeros podían ser finalmente convertidos gracias a la perseverancia de sus señores. «Lo inconsecuente de esta actitud salta a la vista y sólo cabe achacarla a las presiones que ejercerían las clases altas valencianas sobre el Patriarca, y a su propio convencimiento de las ruinosas consecuencias que tendría para aquel reino una decisión a la vez deseada y temida», afirman Antonio Domínguez Ortiz y Bernard Vincent.
Uno de los miembros del sector moderado de la corte que apoyaba la política de Felipe III, en concreto el confesor real fray Jerónimo Javierre, criticó en enero de 1607 la propuesta de expulsión del patriarca Ribera y lo hizo implícitamente responsable del fracaso de la evangelización de los moriscos valencianos:

que la resolución que V.M. ha tomado es muy conforme a su santo celo, y atento a que el arzobispo patriarca es de diferente opinión, y de todo punto desconfiado de la conversión de aquella gente, convendrá escribirle que, no obstante que a él le parezca lo contrario, está V.M. resuelto a que para mayor justificación y que no que quede escrúpulo de no haberse hecho todas las diligencias posibles, se vuelva a la instrucción, y se provean para ello sacerdotes y religiosos doctos y ejemplares, porque se entiende que por no serlo muchos de los que por lo pasado se ocuparon de este ministerio, en lugar de hacer provecho hicieron daño…

Esta misma postura moderada fue reiterada por una junta reunida en octubre de 1607 —uno de cuyos miembros afirmó: «pues se envían religiosos a la China, Japón y otras partes solo por celo de convertir almas, mucha más razón será que se envíen a Aragón y Valencia, donde los señores son causa de que los moriscos sean tan ruines por lo mucho que les favorecen y disimulan y se aprovechan de ellos»— lo que demuestra que en aquel momento la idea predominante en la corte de Madrid era la proseguir con la «instrucción» de los moriscos, pero solo unos meses después, el 30 de enero de 1608, el Consejo de Estado resolvió lo contrario y propuso su expulsión sin explicar los motivos de su cambio de actitud. La clave, según Domínguez Ortiz y Bernard Vincent, estuvo en el cambio de opinión del valido, el duque de Lerma, que arrastró a los demás miembros del Consejo y que se debió a que los señores de los moriscos, como el propio duque, iban a recibir «los bienes muebles y raíces de los mismos vasallos en recompensa de la pérdida que tendrán». Una posición similar sostiene Manuel Ardit.
Henry Kamen también comparte la idea de que el cambio de actitud del duque de Lerma fue clave en la decisión de la expulsión, destacando asimismo que se produjo después de haber presentado al Consejo de Estado la propuesta de que los señores de moriscos, como él, fueran compensados por las pérdidas que iban a sufrir con las propiedades de los moriscos expulsados. Pero añade otro como motivo: «la preocupación por la seguridad». «Parecía que la población morisca estaba creciendo de una manera incontrolable: entre Alicante y Valencia, por un lado, y Zaragoza, por otro, una vasta masa de 200 000 almas moriscas parecían amenazar la España cristiana».

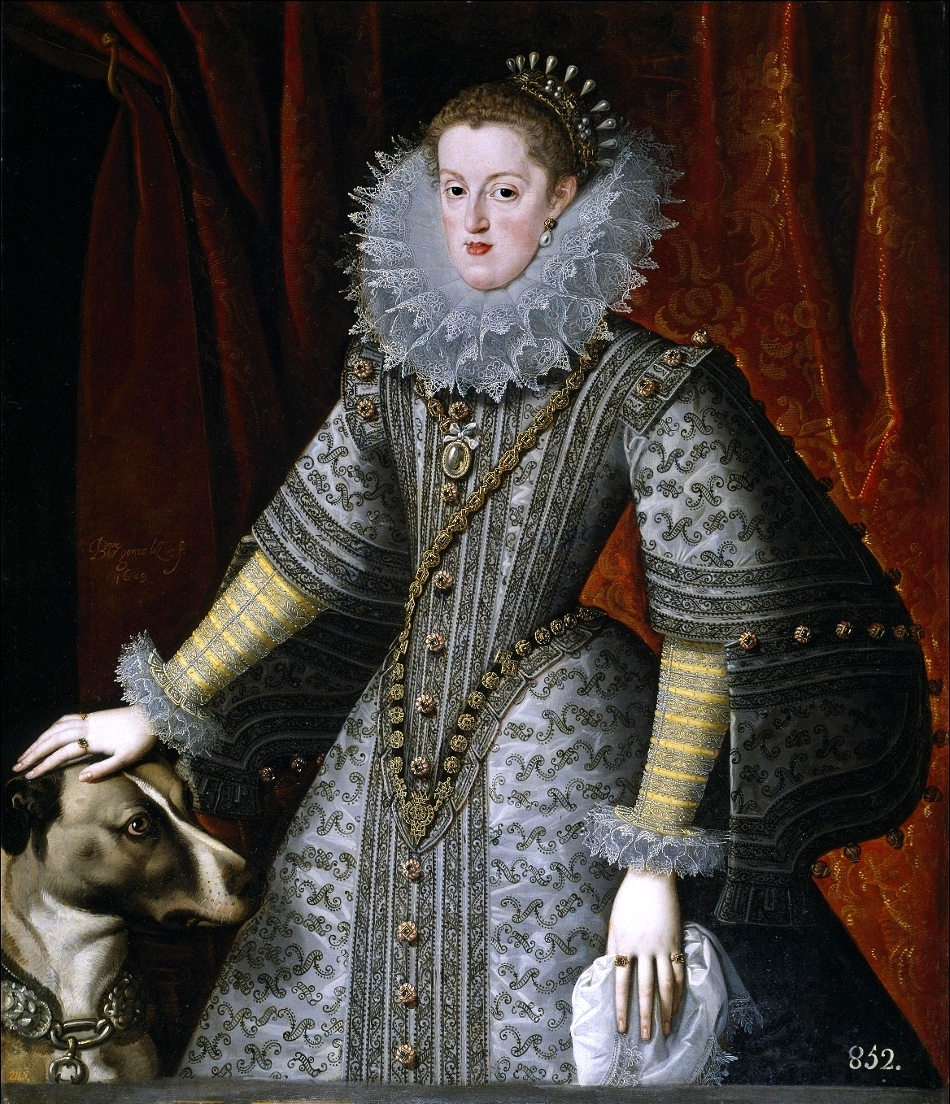
Retrato de la reina Margarita de Austria (1609)

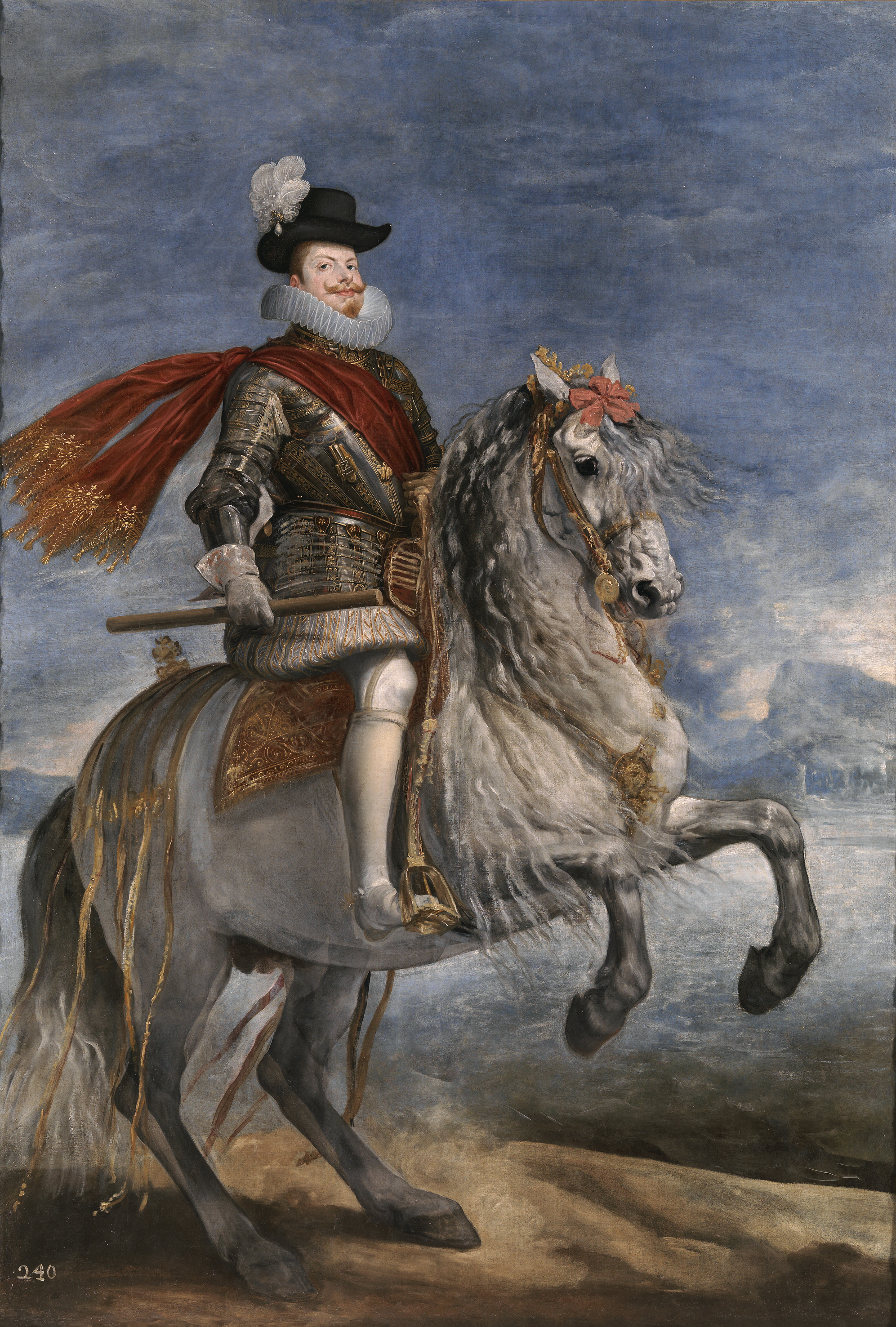
Retrato de Felipe III de España (c. 1635), por Velázquez.

También pudo influir el conocimiento que se tuvo de los tratos que mantenían los moriscos valencianos con representantes del rey de Francia Enrique IV para llevar a cabo una sublevación general gracias a las armas que desembarcarían naves francesas en el Grao de Valencia o en el puerto de Denia. Pero estos planes, según Domínguez Ortiz y Bernard Vincent, eran demasiado fantásticos para que el rey de Francia los tomara en serio, por lo que puede dudarse que su conocimiento fuera decisivo a la hora de decretar la expulsión. Así pues, según estos historiadores, «el porqué del cambio de actitud del duque de Lerma queda sin explicar; tal vez cuando dio con la fórmula mágica de la incautación de bienes pensó que podía agradar a la reina [firme partidaria de la expulsión], con la que estaba en relaciones difíciles, con una medida que no le costaba nada e incluso podría serle provechosa. Conociendo al personaje se hace difícil creer que tomase una decisión importante sin que hubiese dinero por medio. Los motivos últimos y recónditos son de los que no dejan huella en la documentación. En todo caso se trató de una decisión personal no exigida por ninguna fatalidad histórica».
Según Domínguez Ortiz y Benard Vincent, en la decisión de Felipe III no solo influyó el parecer de su valido el duque de Lerma y del Consejo de Estado, sino también el de la reina Margarita de Austria de quien en sus honras fúnebres el prior del convento de San Agustín de Granada dijo que profesaba un «odio santo» a los moriscos y que «la execución de la mayor empresa que ha visto España, donde el interés que rendían estos malditos a los potentados, cuyos vasallos eran, luchaba con su ida y expulsión, y de que no prevaleciese la mayor parte debemos a nuestra serenísima Reina».
La expulsión tardó en ponerse en práctica más de un año porque una decisión tan grave había que justificarla. Como se iba aplicar en primer lugar a los moriscos del Reino de Valencia se reunió el 22 de noviembre de 1608 una junta en la capital del reino presidida por el virrey y a la que asistieron el arzobispo de Valencia y los obispos de Orihuela, Segorbe y Tortosa. Las deliberaciones se prolongaron hasta marzo de 1609 y durante estas se pidió la opinión de varios teólogos. Pero la Junta acordó, en contra del parecer del valido y del arzobispo de Valencia, que se continuara con la campaña de evangelización y no respaldó la expulsión. Sin embargo, el rey decidió proseguir con los preparativos de la expulsión para evitar que siguieran con «sus traiciones».
Durante su estancia veraniega en el Alcázar de Segovia, Felipe III y su consejo deciden finalmente la expulsión de los moriscos valencianos. La firme decisión de la Corona de acabar con la minoría morisca se demuestra porque los decretos de expulsión de los diferentes reinos incluyeron a los moriscos que estaban presos de la Inquisición, que fueron liberados y embarcados. Así lo relató un morisco refugiado en Túnez:

El rey de los infieles ordenó también expulsar a los que estaban en prisión, incluso a los que estaban preparados para ser quemados.

## Desarrollo de la expulsión

### Reino de Valencia

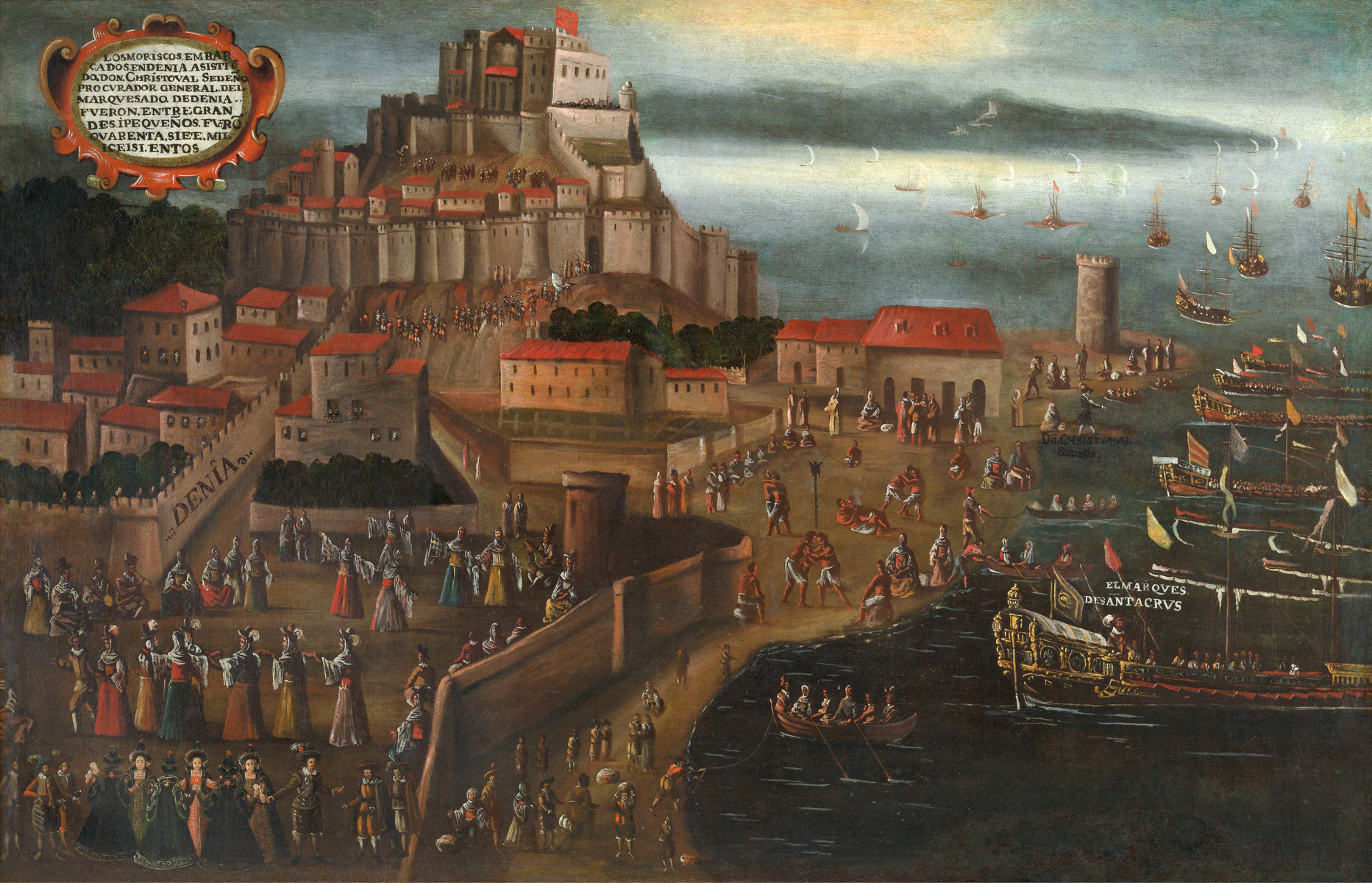
Expulsión de los moriscos en el puerto de Denia, pintado en 1613 por Vicente Mestre.

El 4 de abril de 1609 el Consejo de Estado tomó la decisión de expulsar a los moriscos del Reino de Valencia, pero el acuerdo no se hizo público inmediatamente para mantener en secreto los preparativos. Se ordenó concentrar las cincuenta galeras de Italia en Mallorca con unos cuatro mil soldados a bordo y se movilizó la caballería de Castilla para que vigilara la frontera con el reino. Al mismo tiempo, se encomendó a los galeones de la flota del Océano la vigilancia de las costas de África. Este despliegue no pasó desapercibido y alertó a los señores de moriscos valencianos que, inmediatamente, se reunieron con el virrey, quien les dijo que nada podía hacer. Entonces decidieron que dos miembros del brazo militar de las Cortes valencianas fueran a Madrid para pedir la revocación de la orden de expulsión. Allí expusieron la ruina que les amenazaba y dijeron que si la orden se mantenía «Su Majestad les señalase otro [reino] que pudiesen conquistar para vivir conforme a su condición con hacienda, o morir peleando, que era harto más honroso que no a manos de pobreza». Sin embargo, cuando conocieron las cláusulas del decreto que iba a publicarse abandonaron a los moriscos a su suerte, colocándose «al lado del Poder Real» y convirtiéndose en «sus auxiliares más eficaces», según un cronista de la época. La razón de este cambio de opinión, según reflejó el mismo autor, fue que en el decreto se establecía «que los bienes muebles que no pudiesen llevar consigo los moriscos, y todos los raíces, se aplicarían a su beneficio como indemnización».

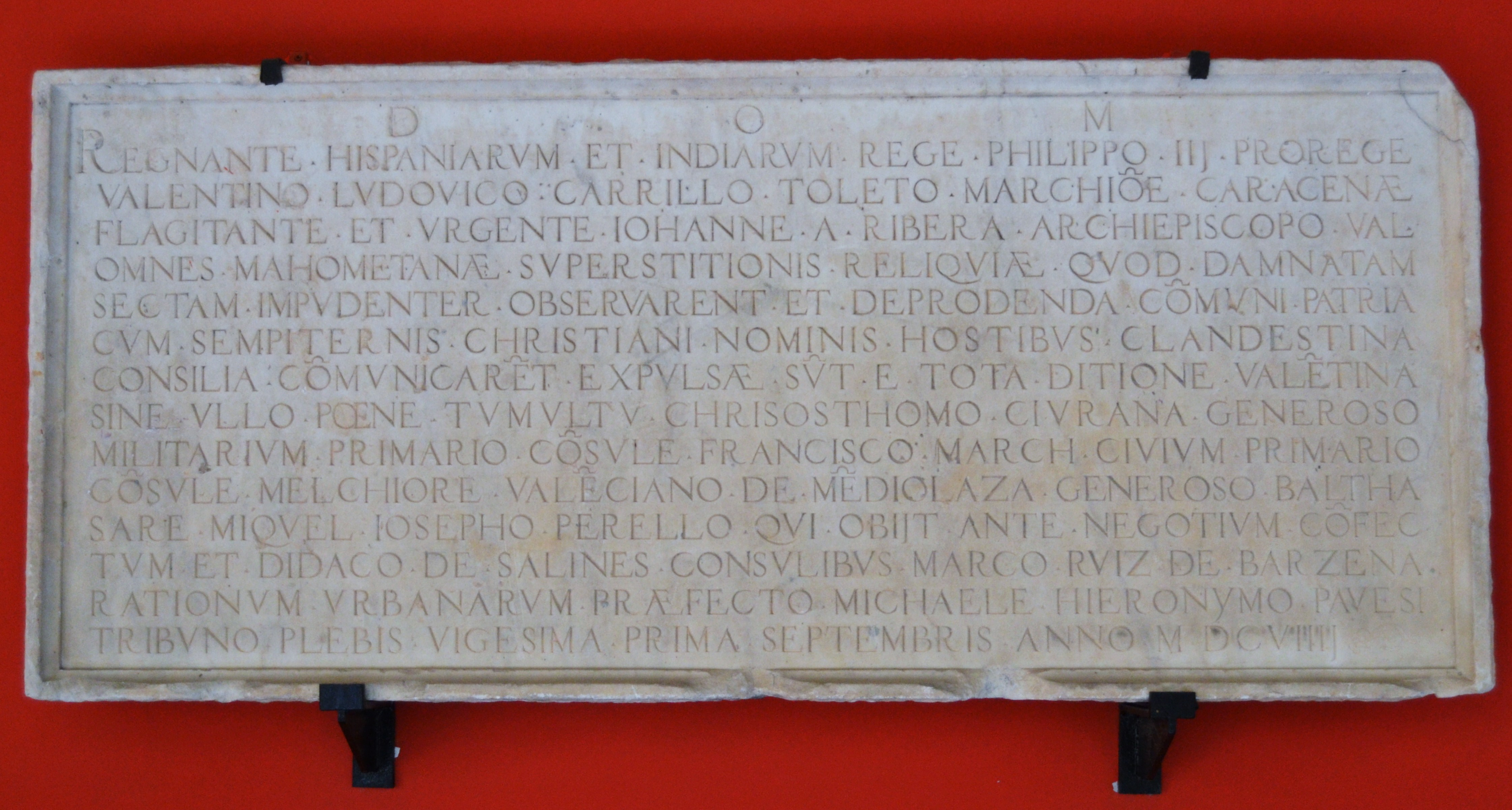
Lápida conmemorativa relativa a la expulsión de los moriscos. Museo San Pío V de Valencia.

El decreto de expulsión, hecho público por el virrey de Valencia, Luis Carrillo de Toledo, el 22 de septiembre de 1609, concedía un plazo de tres días para que todos los moriscos se dirigieran a los lugares que se les ordenase llevando consigo lo que pudieran de sus bienes, y amenazaba con la pena de muerte a aquellos que escondieran o destruyeran el resto «por cuanto S.M. ha tenido por bien hacer merced de estas haciendas, raíces y muebles que no puedan llevar consigo, a los señores cuyos vasallos fueren». Solo quedaban exceptuadas de la expulsión seis familias de cada cien, que serían designadas por los señores entre las que más muestras dieran de ser cristianas, y cuya misión sería «conservar las casas, ingenios de azúcar, cosechas de arroz y regadíos, y dar noticia a los nuevos pobladores que vinieren», aunque esta excepción fue finalmente revocada y entre los propios moriscos halló escaso eco. Asimismo, se permitía quedarse a los moriscas casadas con cristianos viejos y que tuvieran hijos menores de seis años, «pero si el padre fuere morisco y ella cristiana vieja, él será expelido, y los hijos menores de seis años quedarán con las madres». También se establecía que «para que entiendan los moriscos que la intención de S.M. es echarlos sólo de sus reinos, y que no se les hace vejación en el viaje, y que se les pone en tierra en la costa Berbería [...] que diez de los dichos moriscos que se embarcaren en el primer viaje vuelvan para que den noticia dello a los demás».
Hubo señores que se comportaron dignamente y llegaron incluso a acompañar a sus vasallos moriscos a los barcos, pero otros, como el conde de Cocentaina, se aprovecharon de la situación y les robaron todos sus bienes, incluso los de uso personal, ropas, joyas y vestidos. A las extorsiones de algunos señores se sumaron los asaltos por bandas de cristianos viejos que los insultaron, les robaron y en algunos casos los asesinaron en su viaje a los puertos de embarque. No hubo ninguna reacción de piedad hacia los moriscos como las que se produjeron en la Corona de Castilla. Así lo recogió el poeta Gaspar Aguilar, aunque exagera cuando menciona las «riquezas y tesoros», ya que la mayoría se vieron obligados a malvender los bienes que poseían y no se les permitió enajenar su ganado, su grano ni su aceite, que quedó en beneficio de los señores:

Un esquadrón de moras y de moros
va de todos oyendo mil ultrajes;
ellos con las riquezas y tesoros,
ellas con los adornos y los trajes.
Las viejas con tristezas y con lloros
van haciendo pucheros y visajes,
cargadas todas con alhajas viles,
de ollas, sartenes, cántaros, candiles.
Un viejo lleva un niño de la mano,
otro va al pecho de su madre cara,
 otro, fuerte varón como el Troyano,
 en llevar a su padre no repara.

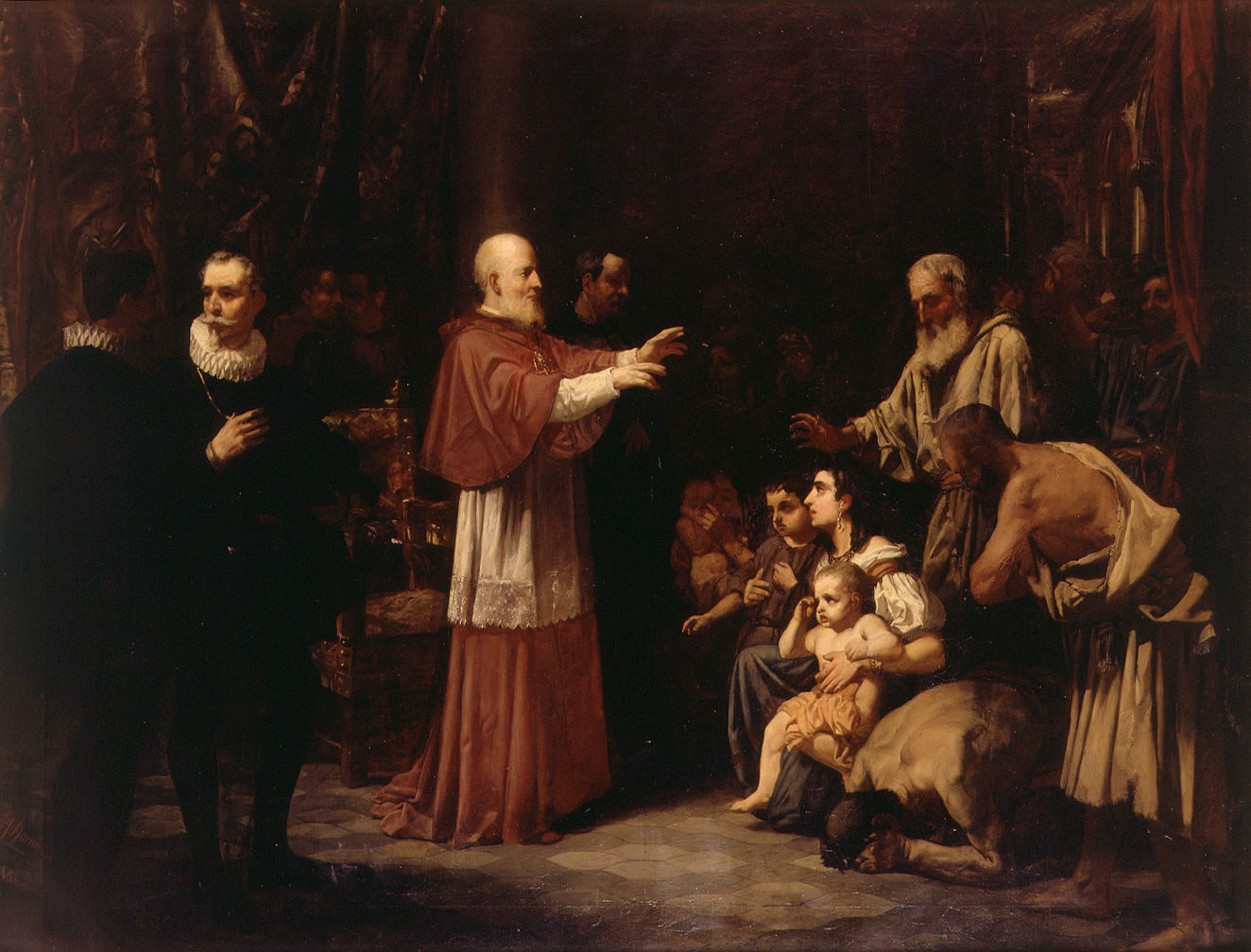
Cuadro de 1864 de Francisco Domingo Marqués que falsea la realidad de la expulsión de los moriscos para ensalzar la figura de Juan de Ribera, cuyo papel en la misma fue bien diferente, ya que «puso todo su empeño en que no quedase ni la menor semilla de la odiada secta [de Mahoma]».

Entre octubre de 1609 y enero de 1610 los moriscos fueron embarcados en las galeras reales y en buques particulares que tuvieron que costear los miembros más ricos de su comunidad. Del puerto de Alicante partieron unos 30 000; del de Denia, cerca de 50 000; del Grao de Valencia, unos 18 000; del de Vinaroz, más de 15 000; y del de Moncófar, cerca de 6000. En total fueron expulsados unos 120 000 moriscos, aunque en esta cifra se incluyen los que embarcaron con posterioridad a enero de 1610 y los que siguieron la vía terrestre por Francia.
Las exacciones que padecieron, unidas a las noticias que llegaban del norte de Berbería de que allí no estaban siendo bien acogidos, provocó la rebelión de unos veinte mil moriscos de las comarcas de La Marina Alta que se concentraron en las montañas próximas a Callosa de Ensarriá, siendo duramente reprimidos por un tercio desembarcado en Denia, por las milicias locales y por voluntarios atraídos por el botín. Así describió el cronista Gaspar Escolano aquellos hechos:

En la sierra de Pop se hallaron gran cantidad de cuerpos muertos; los demás llegaron a tan increíble miseria que no sólo los padres por hambre daban sus hijos a los cristianos que conocían, más aún, los vendían a los soldados extranjeros por una cuaderna de pan y por un puñado de higos. Por los caminos los llevaban medio arrastrando a la embarcación y les quitaban los hijos y las mujeres, y aún la ropa que traían vestida; y llegaban tan desvalijados, que unos medio desnudos y otros desnudos del todo se arrojaban al mar por llegar a embarcarse...

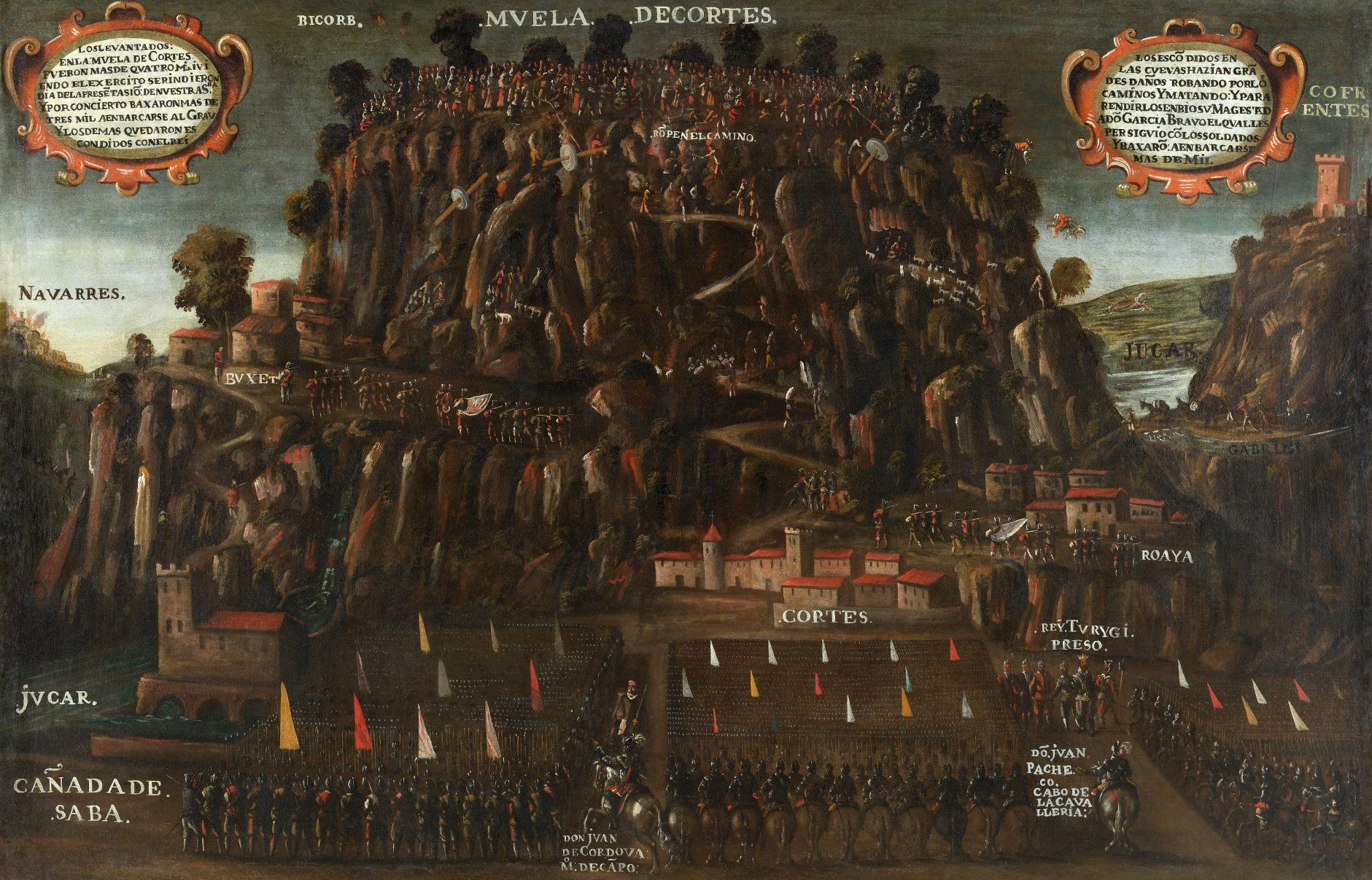
Cuadro de Vicente Mestre (1613) sobre la sublevación morisca de la Muela de Cortes.

Varios miles de moriscos de la zona montañosa del interior de Valencia, junto a la frontera con Castilla, también se rebelaron y se hicieron fuertes en la muela de Cortes donde eligieron como jefe a un morisco rico de Catadau. Pero fueron fácilmente derrotados por los tercios que habían llegado de Italia para asegurar la operación, aunque ya estaban siendo diezmados por el hambre y la sed. No se sabe cuántos moriscos murieron, y solo se conoce que los tres mil supervivientes fueron embarcados. Su cabecilla fue ejecutado en Valencia. Murió afirmando que era cristiano.
Para acabar con los moriscos rebeldes huidos el virrey publicó un bando en que ofrecía «a cualesquier personas que salieren en persecución de los dichos moros sesenta libras por cada uno que presentaren vivo y treinta por cada cabeza que entregaren de los que mataren.. Y si acaso las personas que los trajeren vivos quisieren más que sean sus esclavos, tenemos por bien dárselos por tales, y concederles facultad para que como tales esclavos los puedan luego herrar».
En 1850 el cronista e historiador Vicente Boix describió así este episodio en el Reino de Valencia: "esta espulsión despobló el país, amenguó su agricultura, y le redujo a la impotencia".

### Corona de Castilla (excepto el reino de Murcia)
La orden de expulsión de los moriscos de Andalucía fue hecha pública el 10 de enero de 1610 y en ella aparecían dos diferencias respecto del decreto de expulsión de los moriscos del Reino de Valencia. La primera era que los moriscos podían vender todos sus bienes muebles —sus bienes raíces pasaban a la Real Hacienda— aunque no podían sacar su valor en oro, plata, joyas o letras de cambio, sino en «mercadurías no prohibidas» que pagarían sus correspondientes derechos de aduana, lo que era presentado como una muestra de la benevolencia del rey, ya que, según el bando, «pudiera justamente mandar confiscar y aplicar a mi hacienda todos los bienes muebles y rayces de los dichos moriscos como bienes proditores de crimen laesa Majestad Divina y Humana». La segunda diferencia es que se obligaba a los padres a abandonar a los niños menores de siete años, a menos que fuesen a tierra de cristianos, lo que determinó que muchos dieran un largo rodeo por Francia o por Italia antes de llegar al norte de África. Sin embargo, muchos niños tuvieron que ser abandonados por los padres que no pudieron costearse tan largo viaje.

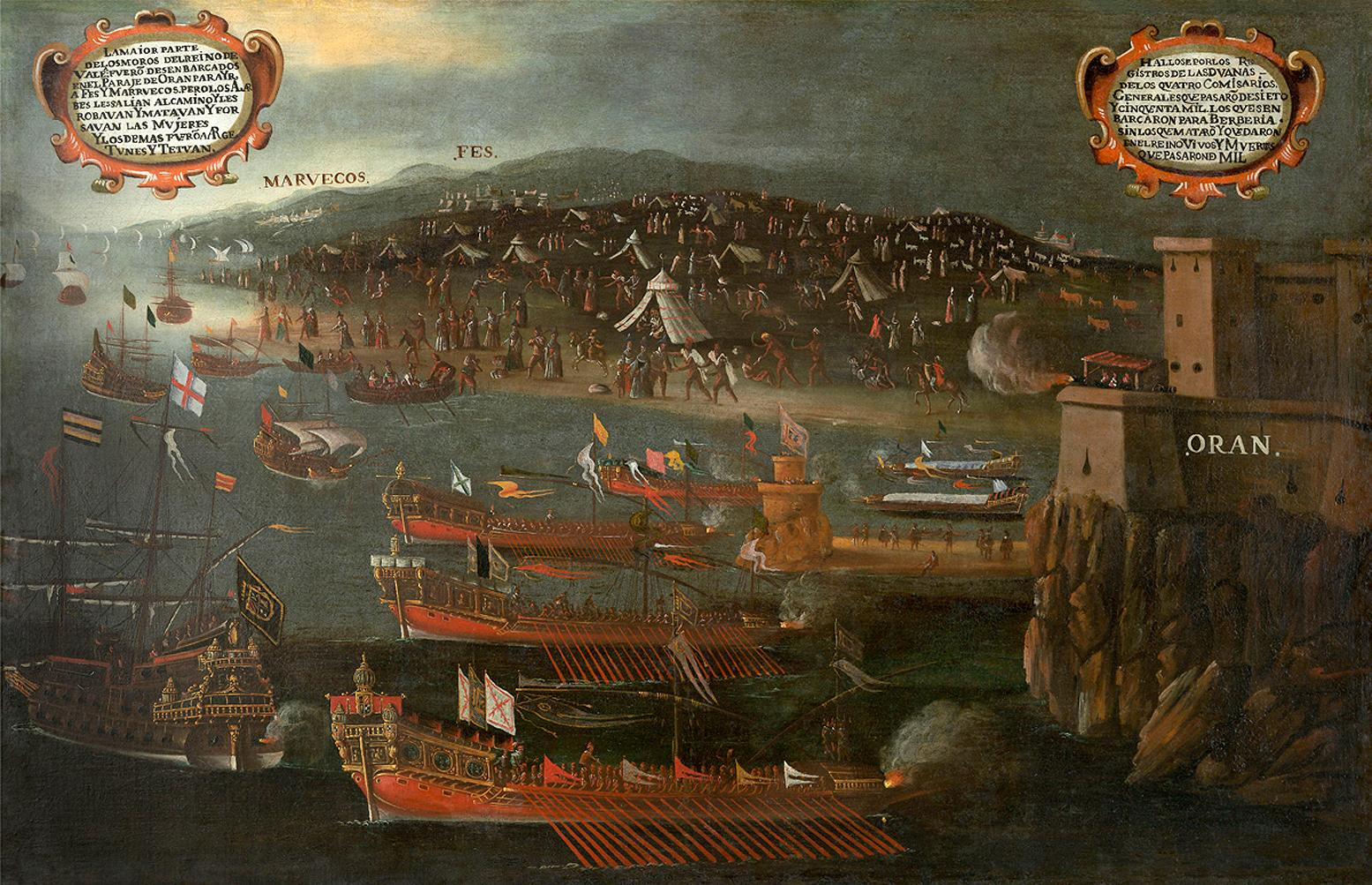
Desembarco de los moriscos en el Puerto de Orán, pintado en 1613 por Vicente Mestre, Fundación Bancaja de Valencia.

Del reino de Granada fueron expulsados unos dos mil moriscos, los pocos que quedaron después de la deportación de más de 60 000 moriscos granadinos que siguió a la fracasada rebelión de las Alpujarras. En dicha guerra murieron, además, según el embajador veneciano Leonardo Donato, una tercera parte de los moriscos que habitaban la región. Extensas zonas de las actuales provincias de Almería, Granada y Málaga habían quedado despobladas (de los 400 pueblos de la región, solo se había conseguido repoblar 270 en aquel momento). En el reino de Jaén los moriscos eran más numerosos como consecuencia de que allí habían sido deportados varios miles de moriscos granadinos tras la rebelión de las Alpujarras. Lo mismo sucedía en el reino de Córdoba y en el reino de Sevilla. Entre los tres totalizaron unos 30 000 moriscos que fueron embarcados en su mayoría en los puertos de Málaga y Sevilla, teniendo que abonar los gastos del viaje a los dueños de los barcos —que hicieron un buen negocio ya que les cobraron el doble de lo habitual—, «porque la Corona, que se iba a beneficiar con el producto de sus fincas, no tuvo siquiera el gesto de pagar el coste de la operación». Un cronista relató más tarde:

Todos lloraban y no hubiera corazón que no enterneciera en ver arrancar tantas casas y desterrar tantos cuitados, con la consideración de que iban muchos inocentes, como el tiempo ha mostrado.

La orden de expulsión de los moriscos de Extremadura y de las dos Castillas, que eran unos 45 000 —en su mayoría procedentes de familias de origen granadino deportadas en 1571—, se hizo pública el 10 de julio de 1610, pero ya desde finales de 1609 había comenzado una emigración espontánea que fue alentada desde el gobierno mediante una real cédula en la que se decía que puesto que «los de dicha nación que habitan en los reinos de Castilla la Vieja, Nueva, Extremadura y la Mancha se han inquietado y dado ocasión a pensar que tienen gana de irse a vivir fuera de estos reinos, pues han comenzado a disponer de sus haciendas, vendiéndolas por mucho menos de lo que valen, y no siendo mi intención que ninguno de ellos viva en ellos contra su voluntad», se les daba licencia para que en plazo de treinta días vendieran sus bienes muebles y sacar el producto en «mercadurías» o en dinero, aunque en este último caso la Real Hacienda se quedaría con la mitad. Además se les señalaba, sin nombrarlo, que se dirigieran al Reino de Francia, pasando por Burgos, donde pagarían un derecho de salida, y cruzando la frontera por Irún. Los que salieron acogiéndose a esta real cédula lo hicieron en condiciones mucho mejores que los que fueron expulsados tras la publicación de la orden de 10 de julio de 1610, que en su mayoría fueron embarcados en Cartagena rumbo a Argel.
La expulsión de los moriscos de la Corona de Castilla fue una tarea más ardua, puesto que estaban mucho más dispersos tras haber sido repartidos en 1571 por los diferentes reinos de la Corona después de la rebelión de las Alpujarras. Así, en Castilla la expulsión duró tres años (de 1611 a 1614). Sin embargo, algunos permanecieron como esclavos, mezclados con los cautivos berberiscos.

### Reino de Aragón
En el Reino de Aragón los moriscos, unos 70 000, representaban un sexto de la población total y en muchas zonas, especialmente en las vegas de regadío del Ebro y sus afluentes, donde eran vasallos de señorío, eran mayoría. Mantenían malas relaciones con la población cristiana vieja, aunque estaban más asimilados que los del Reino de Valencia ya que no hablaban árabe y parece que entre ellos había más cristianos sinceros. Cuando conocieron la expulsión de los moriscos de Valencia y de Castilla comenzaron los incidentes, el abandono de sus tareas agrícolas y algunos malvendieron sus bienes y emigraron al reino de Francia.

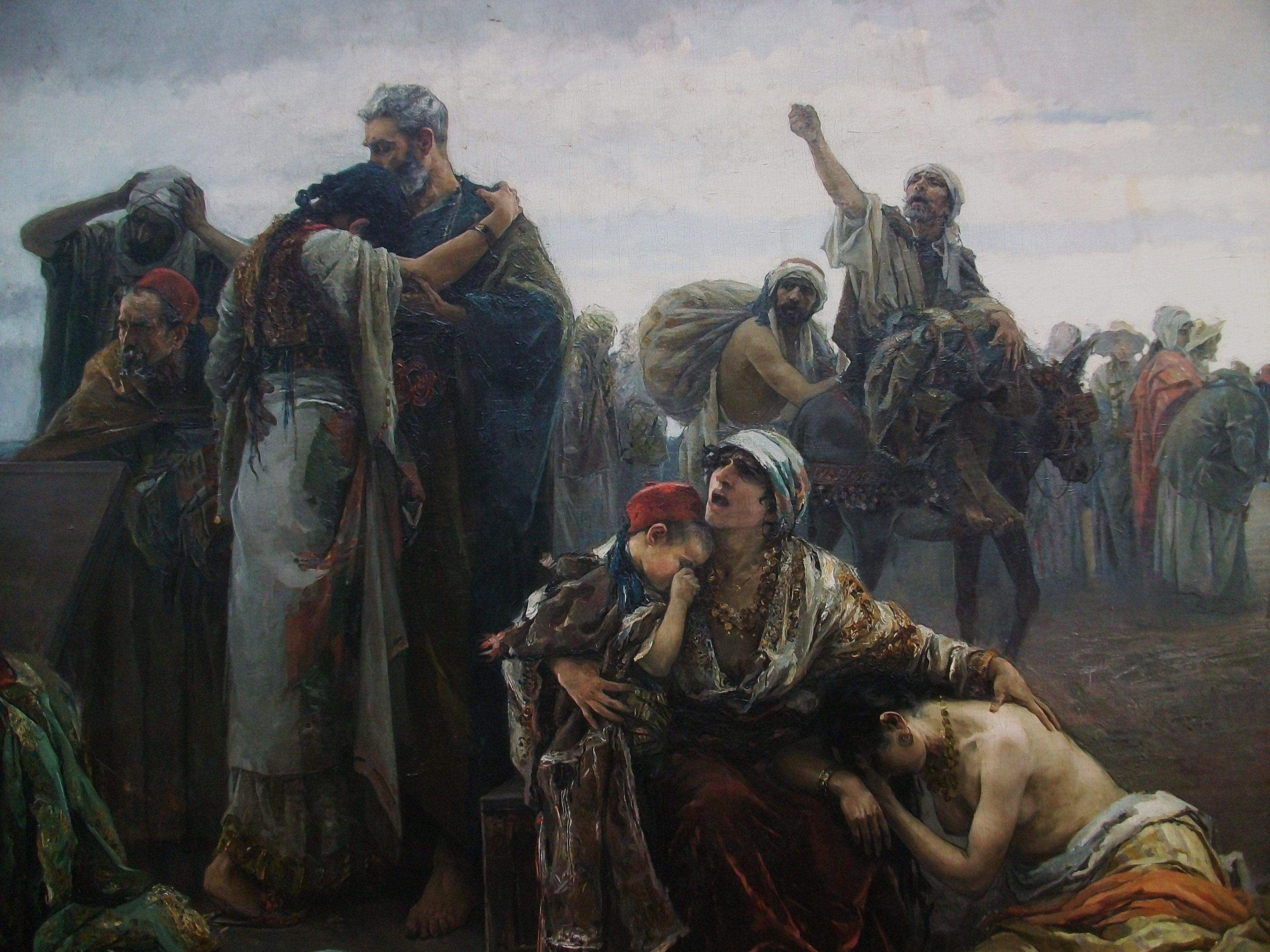
La expulsión de los moriscos (1894), de Gabriel Puig Roda.

El 18 de abril de 1610 el rey Felipe III firmó la orden de expulsión, aunque ésta no se hizo pública hasta el 29 de mayo, para realizar en secreto los preparativos de la misma. Las condiciones de la expulsión eran las mismas que las del decreto del Reino de Valencia del año anterior. Según los registros oficiales 22 532 salieron del reino por los pasos fronterizos pirenaicos y el resto, 38 286, embarcaron en Los Alfaques. Pedro Aznar Cardona en Expulsión justificada de los moriscos españoles y suma de las excelencias christianas de nuestro Rey D. Felipe Tercero deste nombre (Huesca, 1612) relató así la salida de los moriscos aragoneses:

En orden de procesión desordenada, mezclados los de a pie con los de a caballo, yendo unos entre otros, reventando de dolor y de lágrimas, llevando grande estruendo y confusa vocería, cargados de sus hijos y mujeres, de sus enfermos, viejos y niños, llenos de polvo, sudando y carleando, los unos en carros, apretados allí con sus personas, alhajas y baratijas; [...] Unos iban a pie, rotos, mal vestidos, calzados con una esparteña y un zapato, otros con sus capas al cuello, otros con sus fardelillos y otros con diversos envoltorios y líos, todos saludando a los que los miraban diciéndoles: El Señor les ende guarde. Señores, queden con Dios.

### Principado de Cataluña
La orden de expulsión de los moriscos se firmó a la vez que la del reino de Aragón, el 18 de abril de 1610, pero su repercusión fue mínima porque la población morisca del Principado de Cataluña no llegaba a las cinco o seis mil personas, y muchas de ellas pudieron quedarse gracias a los certificados de buena conducta que les expidió el obispo de Tortosa. Los del resto de Cataluña, especialmente los asentados en el curso inferior del río Segre fueron expulsados. La decisión del rey fue aplaudida por los consellers de la ciudad de Barcelona que le enviaron una carta de felicitación «por la santa resolución que había tomado».

### Reino de Murcia
La orden de expulsión fue hecha pública el 8 de octubre de 1610 y, en principio, solo se refería a los moriscos granadinos que habían sido deportados allí tras la Rebelión de las Alpujarras (1568-1571). Los demás, conocidos como los del valle de Ricote por habitar esa parte de la vega del río Segura, encomienda de la Orden de Santiago, quedaron exceptuados debido a los buenos informes de que se disponía sobre su sincera conversión al cristianismo. Pero justo un año después, el 8 de octubre de 1611, Felipe III decretó su expulsión y de los demás moriscos antiguos del reino de Murcia, lo que levantó numerosas protestas por ser considerados auténticos cristianos. Los moriscos del valle de Ricote, mostraron su rechazo a esta orden realizando procesiones, penitencias, oraciones públicas y otras manifestaciones de piedad cristiana. La orden fuera aplazada, pero dos años después, en octubre de 1613, se procedió a la expulsión de los 2500 moriscos de Ricote junto con el resto de los moriscos antiguos, que sumaron en total unos seis o siete mil. Fueron embarcados en Cartagena rumbo a Italia y Francia. Los que hicieron escala en Baleares pidieron que les dejaran quedarse, pero el virrey recibió instrucciones severas de la corte de Madrid para que no lo permitiera. Algunas moriscas para evitar la expulsión se casaron con cristianos viejos.

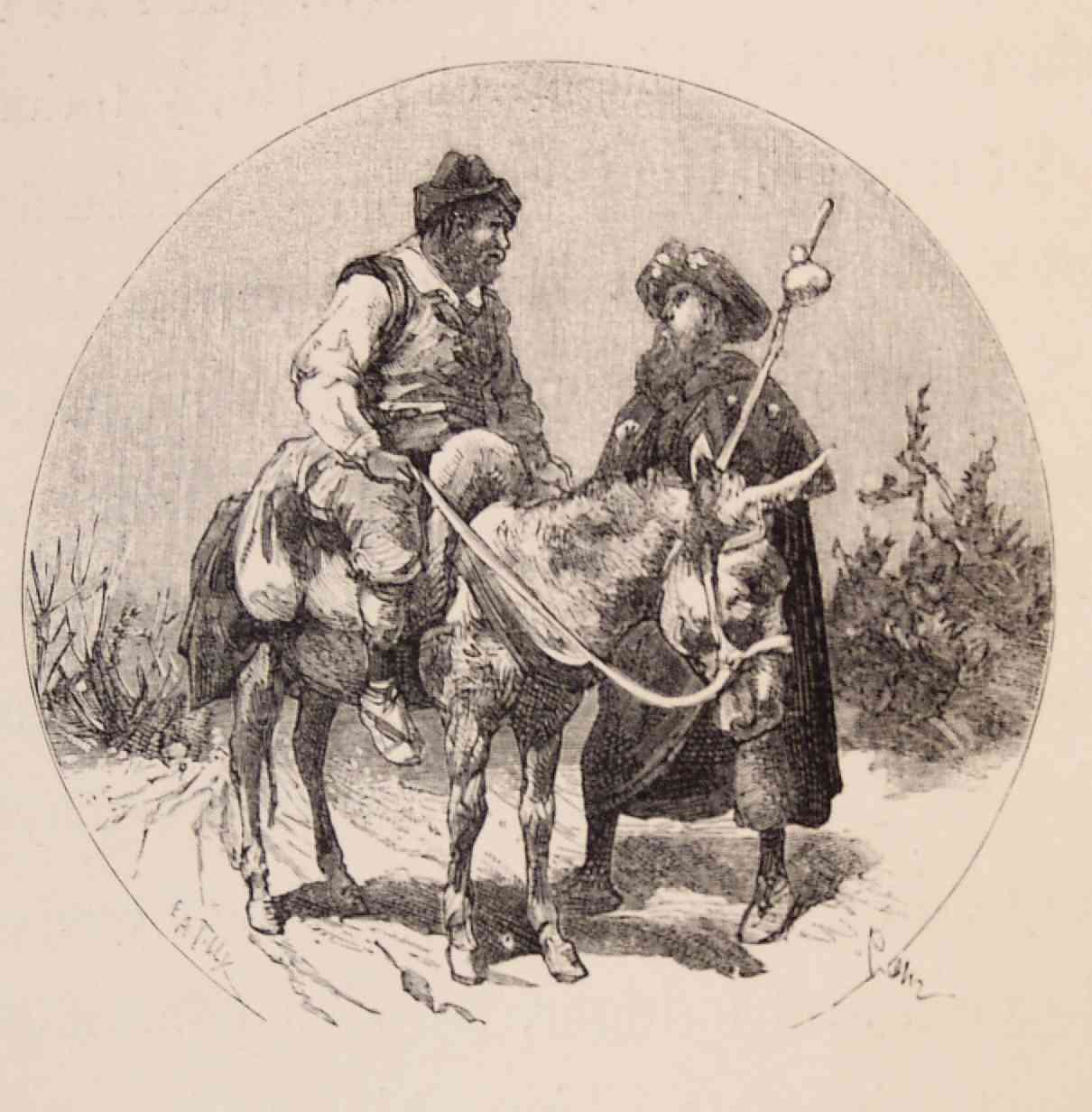
Ilustración del Quijote que muestra el encuentro de Sancho Panza con el morisco Ricote

Como han señalado Domínguez Ortiz y Bernard Vincent, «tal rigor debió suscitar ya entonces reprobación de parte de muchas personas que se preguntarían cómo podían significar un peligro para el Estado aquellos pobres restos de la minoría morisca, y con qué fundamentos teológicos se podía expulsar a vasallos bautizados que querían vivir como cristianos. [...] Que Cervantes diera el nombre de Ricote al protagonista de un célebre episodio del Quijote no puede ser una casualidad; refleja el efecto que produjo la fase final de un hecho que apasionó a la opinión.» Según Márquez Villanueva,[¿dónde?] «el topónimo Ricote quedó desde entonces revestido de un aura de fatalidad y punto final [...] Cervantes quiso que su noble personaje fuera un recuerdo vivo del último y tristísimo capítulo de aquella expulsión que veía ensalzar a su alrededor como una gloriosa hazaña».

## Consecuencias
Conocemos con bastante precisión el número de moriscos que fueron expulsados gracias al estudio de los registros oficiales que realizó el historiador francés Henri Lapeyre (Géographie de l'Espagne morisque, París, 1959).
| Valencia               | 117 464 |
| Aragón                 | 60 818  |
| Cataluña               | 3716    |
| Castilla y Extremadura | 44 625  |
| Murcia                 | 13 552  |
| Andalucía occidental   | 29 939  |
| Granada                | 2026    |
| TOTAL                  | 270 140 |

Sin embargo, el mismo Lapeyre reconoce que estas cifras son incompletas en lo que se refiere a Murcia y a Andalucía, por lo que otros historiadores, como Antonio Domínguez Ortiz amplían la cifra hasta las 300 000 personas. Henry Kamen también da esa cifra de 300 000 expulsados, de una población peninsular estimada en 320 000 moriscos.
El Consejo de Castilla evaluó la expulsión en 1619 y concluyó que no había tenido efectos económicos para el país. Esto es cierto para el reino de Castilla, ya que algunos estudiosos del fenómeno no han encontrado consecuencias económicas en los sectores donde la población morisca era menos importante. De hecho, el quebranto demográfico no podía compararse, ni de lejos, al medio millón de víctimas de la gran peste de 1598-1602, cinco veces más que el número de moriscos expulsados en dicho reino. Sin embargo, en el Reino de Valencia supuso un abandono de los campos y un vacío en ciertos sectores al no poder la población cristiana ocupar el gran espacio dejado por la numerosa población morisca. En efecto, se estima que en el momento de la expulsión un 33% de los habitantes del Reino de Valencia eran moriscos, y algunas comarcas del norte de Alicante perdieron a prácticamente toda su población, que tanto en esta como en otras zonas fue necesario reponer con incentivos a la repoblación desde otros puntos de España.
La expulsión de un 4% de la población puede parecer de poca importancia, pero hay que considerar que la población morisca era una parte importante de la masa trabajadora, pues no constituían nobles, hidalgos, ni soldados. Por tanto, esto supuso una merma en la recaudación de impuestos, y para las zonas más afectadas (Valencia y Aragón) tuvo unos efectos despobladores que duraron décadas y causaron un vacío importante en el artesanado, producción de telas, comercio y trabajadores del campo. Muchos campesinos cristianos, además, veían cómo las tierras dejadas por la población morisca pasaban a manos de la nobleza, la cual pretendía que el campesinado las explotase a cambio de unos alquileres y condiciones abusivas para recuperar sus «pérdidas» a corto plazo.
Por otra parte, la expulsión volvió más inseguras las comunicaciones por tierra y mar: convirtió a algunos campesinos moriscos en bandoleros rebeldes refugiados en las montañas (los llamados monfíes), cuando no en aliados y espías de la piratería berberisca que ya en el siglo XVI habían encabezado Barbarroja y Dragut. Como entonces, los descendientes de estos corsarios berberiscos habían acogido a los emigrados de las guerras moriscas y de la expulsión entre sus hombres usándolos para infiltrarse en las costas mediterráneas españolas y saquearlas regularmente (también las europeas: de la capital de Islandia se llevaron a 400 islandeses, incluso mujeres y niños, que vendieron como esclavos) y esta costumbre perduró durante cerca de un siglo también después de la expulsión, de forma que el temor a la «bajada del Turco» llegó a ser un tópico conversacional en el Siglo de Oro. Altea, Villajoyosa y Calpe fueron especialmente castigadas entre otros lugares. Los tres mil moriscos de Hornachos, en Extremadura, fueron expulsados íntegramente y fundaron en Salé, junto a Rabat, la República corsaria de Salé. Entre los piratas moriscos españoles que saquearon la costa española en busca de riquezas y esclavos pueden mencionarse, por ejemplo, Alonso de Aguilar, el «Joraique», el granadino Mami Arráez o Manuel de Guadiana.

## Cronología
- 711. Inicio de la conquista de la península ibérica por el Califato omeya.
- 1492. Rendición del Reino nazarí de Granada, dando fin a la Reconquista, en cuya capitulación se respetaba la religión islámica de sus habitantes.
- 1499. Primeros intentos de conversión forzosa de los granadinos por parte del cardenal Cisneros.
- 1501-02. Pragmática de conversión forzosa del cardenal Cisneros dando a elegir a los musulmanes adultos del reino de Castilla y León entre el exilio y la conversión: los mudéjares del Medievo pasaron a ser así pura y llanamente moriscos.
- 1504. Fetua de Orán, en la que un muftí suní morisco aconseja a los moriscos españoles abjurar superficialmente e internamente practicar el criptoislamismo.
- 1516. Se les fuerza a abandonar su vestimenta y costumbres, aunque la medida queda en suspenso por espacio de diez años
- 1525-26. Conversión por edicto de los moriscos de Aragón y Valencia.
- 1526. Rebelión de Espadán, en la sierra del mismo nombre cerca de Segorbe, al sur de la provincia actual de Castellón.
- 1556. Doctrina cristiana en lengua arábiga-castellana compuesta e impresa por mandato del Ilustrísimo y Reverendísimo Señor D. Martín Pérez de Ayala, Arzobispo de Valencia, para instrucción de los nuevamente convertidos del Reyno. Valencia: Juan Mey, 1556; reimpresa en Valencia, Pedro Patricio Mey, 1599.
- 1562. Una junta compuesta de eclesiásticos, juristas y miembros del Santo Oficio prohíbe a los granadinos el uso de la lengua árabe.
- 1563. Se ordena y ejecuta el desarme de los moriscos valencianos.
- 1566. Una pragmática prohíbe los escritos en caracteres árabes.[52]
- 1568. El catedrático granadino de la Universidad de Salamanca Bartolomé Barrientos escribe su tragedia De Illiberritanorum Maurorum Seditione
- 1569-70. Rebelión de las Alpujarras y guerras de Granada. Más de 60 000 moriscos granadinos[34] son reasentados y dispersados por tierras del norte de la Corona de Castilla.
- 1571, 7 de octubre. Batalla de Lepanto ganada por la Liga Santa, liderada por España, contra el Imperio otomano.
- 1575. Son desarmados los moriscos aragoneses.
- 1588-95. Aparecen en Granada los falsos plomos del Sacromonte y los manuscritos de la Torre Turpiana, intento desesperado de un grupo de moriscos de legitimar su estancia en España.
- 1599. Se reimprime el Catecismo para instrucción de los nuevamente convertidos de moros del obispo de Valencia Martín Pérez de Ayala. Valencia: Pedro Patricio Mey, 1599, corregido y mejorado, a instancias del arzobispo Juan de Ribera.
- 1609, 9 de abril. El duque de Lerma firma la expulsión de los moriscos de todos los reinos de España.
- 1609, 30 de septiembre. Empieza la expulsión de los moriscos valencianos.
- 1609, 20 de octubre. Se produce una rebelión morisca contra la expulsión, pero los rebeldes son reducidos en noviembre.
- 1610. Se expulsa a los moriscos aragoneses.
- 1610, septiembre. Se expulsa a los moriscos catalanes.
- 1610. Gaspar Aguilar publica en Valencia los ocho cantos de su poema Expulsión de los moros
- 1611-14. Se expulsa a los moriscos de tierras de Castilla.

## Vindicación posterior de los moriscos
Ya antes de la expulsión existía en los Estados peninsulares de la Monarquía Hispánica un sentimiento de maurofilia plasmada en la literatura a través de géneros literarios como el romance morisco y la novela morisca; esta última cuenta de hecho con dos obras maestras: la Historia del Abencerraje y la hermosa Jarifa y la Historia de Ozmín y Daraja incluida por Mateo Alemán en su Guzmán de Alfarache (1599). El cardenal Richelieu, enemigo declarado de la Monarquía Hispánica con la que mantuvo varias guerras, escribió en sus memorias que la expulsión de los moriscos constituía «el acto más bárbaro de la historia del hombre». Por el contrario, Cervantes pone en boca de un personaje del Quijote, el morisco Ricote, la alabanza de la decisión de Felipe III «de echar frutos venenosos de España, ya limpia, ya desembarazada de los temores en que nuestra muchedumbre la tenía. ¡Heroica resolución del gran Filipo Tercero, e inaudita prudencia en haberla encargado al tal don Bernardino de Velasco!», aunque en ese pasaje del libro señalaba igualmente las consecuencias humanas de la expulsión de los moriscos. En efecto, Cervantes está apuntando también al Valle de Ricote en Murcia, emporio de una población de moriscos que habían quedado muy asimilados tras siglos de convivencia pacífica con los cristianos, como recuerdan oportunamente Vicente Lloréns y Francisco Márquez Villanueva: «Ricote era lo mismo que decir toda la crueldad inútil de la expulsión de unos españoles por otros españoles», parecería insinuarnos Cervantes entre líneas. Sin embargo, más trabajo ha costado a la crítica deshacer la posterior diatriba antimorisca cervantina del perro Berganza contenida en El coloquio de los perros (1613). Francisco de Quevedo, por el contrario, defendió a los moriscos por su laboriosidad en el opúsculo satírico-económico El chitón de las tarabillas (1630), si es que realmente se le puede atribuir.
Por otra parte, el humanista judeoconverso y antiescolástico Pedro de Valencia, discípulo y testamentario del hebraísta Benito Arias Montano, escribió con su Tratado acerca de los moriscos de España, inédito hasta 1979, la defensa mejor argumentada de la causa de los expulsos —«El destierro es pena grande y viene a tocar a mayor número de personas y entre ellos a muchos niños inocentes y ha hemos propuesto como fundamento firmísimo que ninguna cosa injusta y con que Dios Nuestro Señor se ofende será útil y de buen suceso para el reino»—. Igualmente, el Diálogo de consuelo por la expulsión de los moriscos (Pamplona, 1613) de Juan Ripol se singulariza por contener argumentados ambos puntos de vista y sostener una dura crítica al proceso de evangelización y al despoblamiento y crisis económica que causó la medida.

## La expulsión, pintada por Velázquez
En 1627, la expulsión de los moriscos fue representada por Diego Velázquez en forma de alegoría, en un gran cuadro que contribuyó a afianzar al pintor sevillano como artista importante en la corte de Madrid. Este cuadro lo realizó a raíz de una competición entre varios pintores, de la cual Velázquez salió ganador. Desgraciadamente el cuadro se perdió en el incendio del Alcázar de Madrid en 1734, y no se conocen copias de él; únicamente nos han llegado descripciones, según las cuales Felipe III aparecía junto a una matrona (personificación de España) y un grupo de moriscos en actitud de derrota. Afortunadamente, el historiador estadounidense William B. Jordan descubrió y adquirió en 1988 un pequeño lienzo con la efigie de Felipe III, luego identificado como estudio previo para el gran cuadro, y lo depositó en el Museo del Prado en 2017.